# Gastropteron viride
Gastropteron viride is een slakkensoort uit de familie van de Gastropteridae. De wetenschappelijke naam van de soort is voor het eerst geldig gepubliceerd in 1964 door Tokioka & Baba.